# Силантьєвська сільська рада
Сила́нтьєвська сільська рада (рос. Силантьевский сельский совет) — муніципальне утворення у складі Бірського району Башкортостану, Росія. Адміністративний центр — село Силантьєво.
До 2004 року до складу сільради входило також селище Нікольський, яке пізніше було передане до складу Бірського міського поселення.

## Населення
Населення — 939 осіб (2019, 1024 у 2010, 950 у 2002).

## Склад
До складу поселення входять такі населені пункти:
| Населений пункт       | Населення, осіб (2002) | Населення, осіб (2010) |
| --------------------- | ---------------------- | ---------------------- |
| Комишинка, село       | 128                    | 117                    |
| Костарево, село       | 194                    | 210                    |
| Силантьєво, село      | 605                    | 677                    |
| Мордвиновка, присілок | 23                     | 20                     |